# کفیسوس

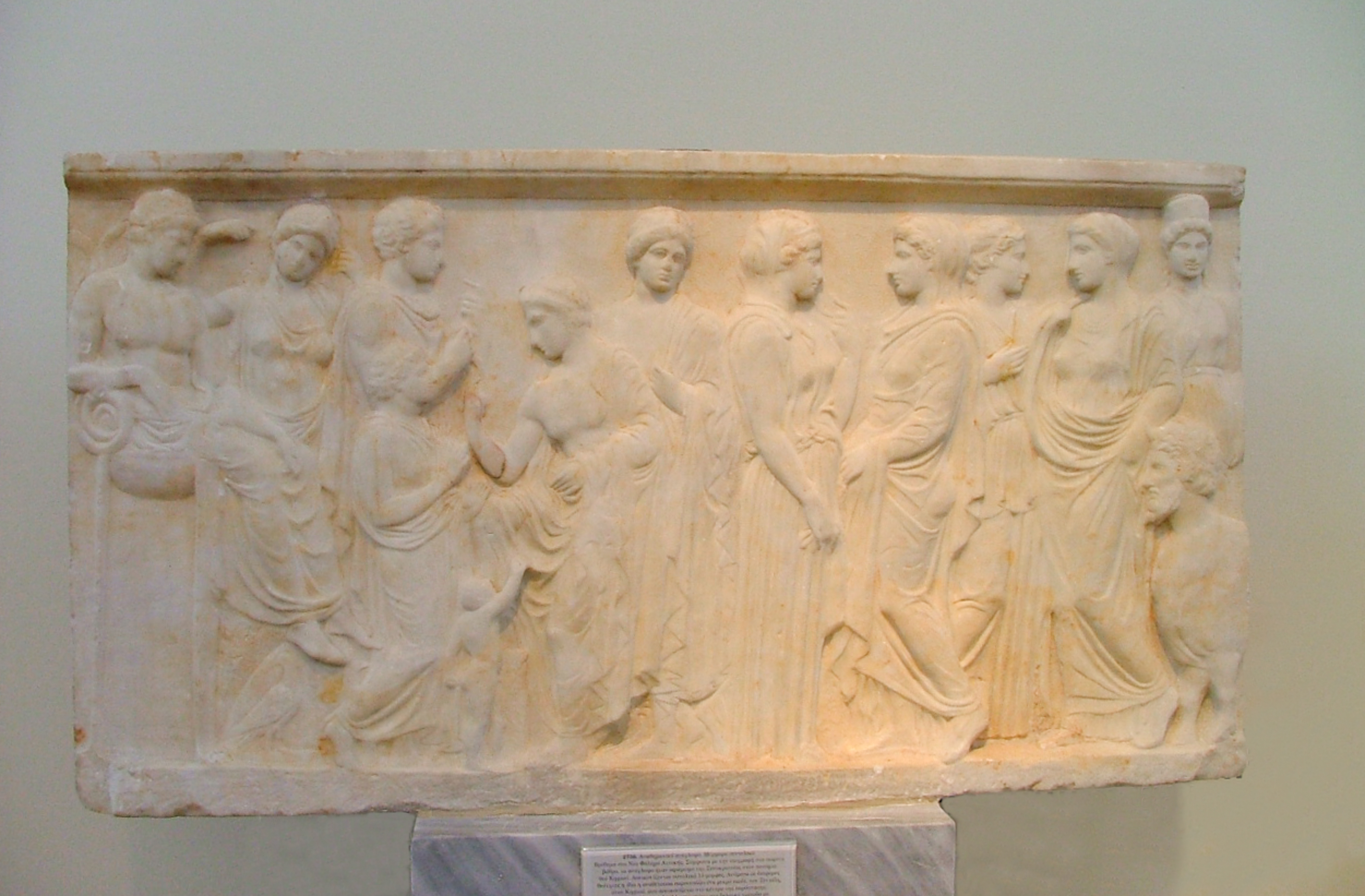

کفیسوس (به انگلیسی Cephissus) در یونان باستان به عنوان خدای رودخانه شناخته می‌شد. او پسر پانتوس (Pontus) و تلاسا (Thalassa) و نارکیسوس بود. رودخانه‌ای با همین نام در استان آتیک یونان وجود دارد.
بر پایه «دگردیسی‌ها» از اووید و همچنین هایجینوس و استاتیوس، مادر نارکیسوس (لیریوپه) یک نیاد ناشناس با نام «لیربوپ» بود.